# Banco General (Francia)

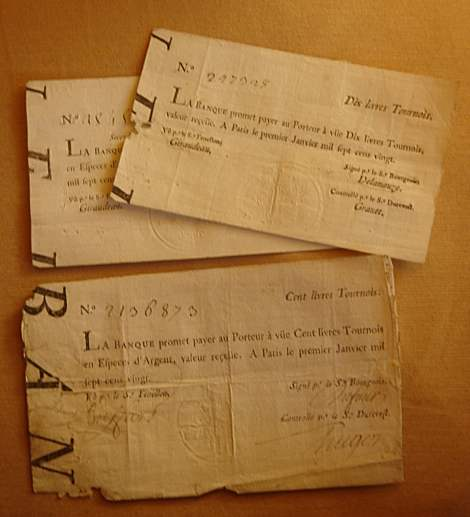
Billetes del Banco real (1720).

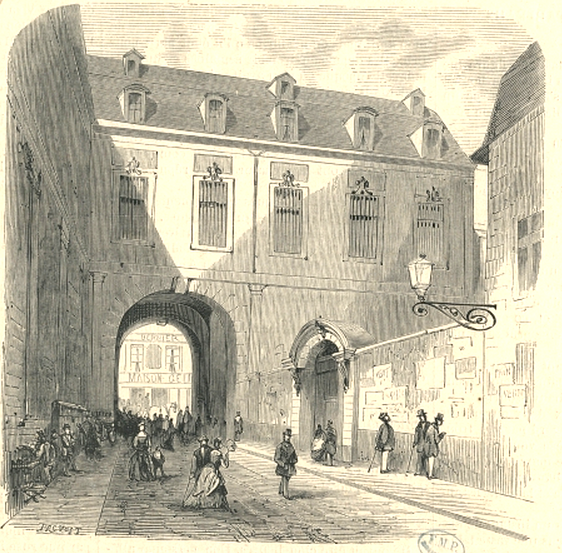
Vista artística del Hôtel de Nevers, propiedad de John Law y sede del banco (L'Illustration, 1868).

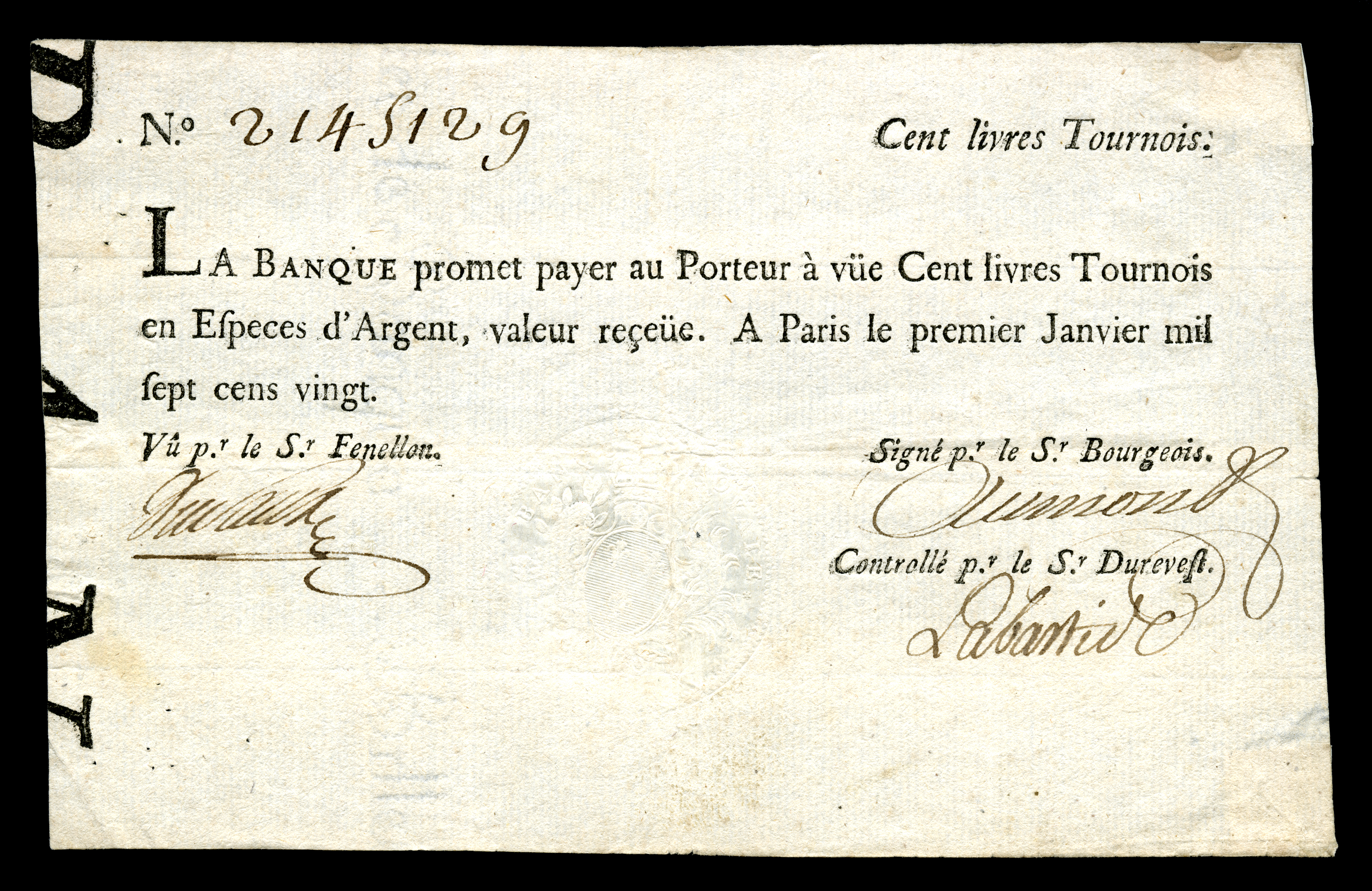
Denominación del Royal Bank por un importe de 120 Libra tornesa emitida el 1 de enero de 1720 (fuente: Instituto Smithsoniano).

El Banco general fue una entidad financiera fundada por John Law el 2 de mayo de 1716.
Fue un gran éxito gracias al sistema de Law, de 1716 a 1720. John Law recibió el permiso para fundar un banco privado en París. La institución se desarrolla con bastante rapidez, lo que permitirá poner en marcha la Compañía de Occidente. Se convierte en el Banque Royale en 1718. Muchos financistas luego tratan de obtener los títulos de sus acciones. El sistema de Law experimento una quiebra (insolvencia) catastrófica.
Tras la conversión de todos los billetes dejándola al Banque Royale, los accionistas se dieron cuenta de que la cantidad de títulos distribuidos los billetes fue muy superior a lo que el banco tenía realmente. Después de varios intentos de re-equilibrio, John Law va a experimentar otra bancarrota. Él tiene que huir a Venecia.